# Total E&P
Total E&P (dansk: Total E&P Danmark A/S) er et dansk olie- og gasselskab ejet af det franske olieselskab Total S.A. Firmaet var indtil 2017 ejet af A.P. Møller - Mærsk og hed indtil 2018 Mærsk Oil.
Total E&P er engageret i udforskning og produktion af olie og naturgas i Nordsøen og i Qatar, Algeriet, Kasakhstan, Angola, Mexicanske Golf, Brasilien og Grønland. De fleste af disse aktiviteter er ikke 100% ejet, men er via medlemskab i konsortier.
Hovedkvarteret for selskabet er på Esplanaden i København, mens selskabets danske aktiviteter har hovedkvarter i Esbjerg, hvor der planlægges et nyt hovedkvarter i det gamle frysehus på Esbjerg Havn.

## Historie
Virksomheden blev etableret i 1962, da Mærsk Gruppen blev tildelt en koncession på olie og gasser udforskning og produktion i Østersøen. I 1975 får Maersk Oil opgaven med at undersøge og udvikle oliefelter i Danmark, og i 1986 overtog Mærsk Olie Dansk Undergrunds Consortium-ejede felter i den danske del af Nordsøen.
Maersk Oil startede produktion i Qatar allerede i 1994, og på det danske Halfdan felt fra 1999.

### Virksomheden siden år 2000
Samlede olieproduktion er mere end 600.000 tønder om dagen og gasproduktion er op til omkring 1 mia. kubikfod per dag. Mere end 90 % af produktionen kommer fra aktiviteter i Danmark og Qatar, mens man ligeledes har aktiviteter i Storbritannien, Algeriet, Kasakhstan, Angola og Brasilien. Al-Shaheen i Qatar står alene for omkring 40 pct. af Maersk Oil. I Danmark og Storbitannien foregår produktion offshore, hvor de største felter er Tyra, Halfdan, Dan og Gormfeltet. Fra 2012 er selskabet ligeledes involveret i udviklingen af det norske Johan Sverdrup felt, der er det næststørste norske oliefelt efter Ekofisk.
Virksomheden beskæftiger 3.200 ansatte, heraf mere end 1.000 ingeniører og geovidenskabelige ansatte. Omtrent hver fjerde medarbejder arbejder offshore.
Maersk Oil er foreløbigt tildelt to nye udforskningstilladelser, PL472 og PL474 i Norges seneste udbundsrunde i februar 2008.
Maersk Oil ledes af CEO Jakob Bo Thomasen, CFO Graham Talbot samt COO Gretchen Watkins.
I august 2017 blev Maersk Oil solgt for 7,45 mia USD til det franske olieselskab Total S.A..

## Forskning
I forbindelse med forhandlinger om Nordsø-aftalen med den danske stat, vedtog Maersk Oil at bygge et forskningscenter, der skal forske i en bedre udnyttelse af de danske olieforekomster.